# Hans Tatzer
Johann Robert « Hans » Tatzer (né le 25 mai 1905 à Vienne, mort le 23 août 1944 à Marseille) est un joueur professionnel autrichien de hockey sur glace.

## Biographie
Hans Tatzer travaille comme peintre assistant et plus tard comme employé de la Poste. Le 26 avril 1941, il épouse Hermine M., née le 15 octobre 1921. Un fils naît le 18 juin 1942 puis meurt en avril 1944. En avril 1942, Hans Tatzer est appelé dans la Wehrmacht puis affecté à la Feldgendarmerie. Il meurt le 23 août 1944 dans les combats de Marseille et est d'abord enterré au cimetière Saint-Pierre de Marseille et plus tard inhumé au cimetière militaire allemand de Dagneux.

## Carrière
Hockey sur glace
Jusqu'à la saison 1925-1926, Hans Tatzer joue avec la fédération autrichienne des enseignants sportifs à Vienne. À l'automne, il rejoint le SK Pötzleinsdorfer et y reste jusqu'à la fin de la saison 1929-1930. Ensuite Hans Tatzer vient au Polizeisportvereinigung Wien et est joueur-entraîneur de la section de hockey sur glace. Pour la saison 1931-1932, Hans Tatzer revient au Pötzleinsdorfer SK, qui s’est rebaptisé après avoir remporté le championnat autrichien de hockey sur glace en 1932 Eishockeyklub Engelmann.
Hans Tatzer participe à de nombreux matchs de hockey sur glace d'autres clubs en tant que joueur invité. Son plus grand engagement est le voyage du Vienne EV en 1937 en Afrique du Sud, qui a lieu du 19 mai 1937 au 2 août 1937. La raison de ce voyage est l'ouverture de la patinoire de Johannesburg. Le club dispute huit matchs de hockey contre l’Afrique du Sud, des équipes nationales et des clubs de hockey sur glace locaux.
Hans Tatzer a 86 sélections en équipe d'Autriche. Il participe aux Jeux olympiques de 1928 à Saint-Moritz et aux Jeux olympiques de 1936 à Garmisch-Partenkirchen. Il participe à six championnats du monde, à trois championnats européens et à la coupe Spengler de 1933.
Pour avoir participé à des compétitions internationales onze fois avant la Seconde Guerre mondiale en 1927, 1928, 1929, 1930, 1931, 1932, 1933, 1934, 1935
, 1936 et 1937
Handball
En  1933 et 1934, Hans Tatzer estdans la section de handball de la Polizeisportvereinigung Wien. Il joue dans l'équipe première du PSV. En 1934, il participe également à l'équipe nationale autrichienne de handball.
Autres
Tatzer joue l'été afin de rester en forme au football au sein du Viktoria Währing, ainsi qu'au hockey sur gazon.